# O Laboratório Secreto de Thomas Edison
O Laboratório Secreto de Thomas Edison (em inglês: Thomas Edison's Secret Lab) é uma série animada de televisão americana, produzida pela Genius Brands e pela Telegael para o canal  on demand Kid Genius, disponível pela XFinity da Comcast e Amazon Prime. Ele estreou na Qubo e na PBS Kids em 2015. O público destinado é de 4 a 8 anos. No Brasil e na América Latina estreou na Nat Geo Kids e no bloco Desperte sua Curiosidade, aos sábados de manhã na FOX, da Fox Networks Group.

## Enredo
Thomas Edison havia criado um laboratório e escondeu-o com um código por muitos anos, mas quando a menina prodígio Angie consegue decifrar o código, ela e seus amigos JD, Nicky e Kent descobrem o laboratório secreto, acompanhados do holograma de Edison e do protótipo de robô Von Bolt, eles estudam e brincam com fatores científicos divertidos.

## Curiosidades
- A série é produzida por Andy Heyward, ex-presidente da DIC Entertainment.
- No episódio "Eletro-Kent" é descoberto que Nicky tem um pai rico dono de um museu.
  - Angie também já teve sua mãe rica revelada no episódio "Uma Oportunidade de Ouro", ela tem um bracelete de ouro maciço.
- No episódio "A Lei Gravitacional de Murphy", há um empresário chamado Mook Zuckerboom, que é provavelmente uma paródia de Mark Zuckerberg, fundador do Facebook.
- A cada episódio eles fazem uma chamada de vídeo para os amigos internacionais deles, para saber mais curiosidades científicas e resolver os fatos que ocorrem no episódio.

## Ligações Externas
- «Sítio oficial»
- O Laboratório Secreto de Thomas Edison. no IMDb.